# Червоная Дача
Червоная Дача (укр. Червона Дача) — посёлок в Драбовском районе Черкасской области Украины.
Население по переписи 2001 года составляло 28 человек. Почтовый индекс — 19820. Телефонный код — 4738.

## Местный совет
19820, Черкасская обл., Драбовский р-н, с. Яворовка